# 佐藤昇 (ジャーナリスト)
佐藤 昇（さとう のぼる、1972年1月27日 - ）は、日本のジャーナリスト。週刊報道サイト株式会社代表取締役主筆。

## 略歴
千葉県松戸市生まれ。市川中学校・高等学校卒業。1995年、専修大学法学部卒業後、金融業を起業。2013年、週刊報道サイトを創刊。

## ボクシング関係
日本のアマチュアボクシング大会の一つである「ザ・おやじファイト」において、2階級制覇を果たし、100回記念後楽園大会では連続6度目の防衛に成功するなど、史上歴代3位となる連続7回防衛の記録を持つチャンピオンであった。
世界王者（連続4回防衛）薬師寺保栄と交流があり、みずほ銀行投資詐欺事件において、2014年10月7日、共にみずほ銀行などを集団提訴して、同氏は被害者の会を代表して司法記者クラブで記者会見した。2017年3月及び11月、一審及び控訴審で敗訴が確定した。
2020年6月25日、一審判決言渡期日の3日前にみずほ銀行投資詐欺事件訴訟代理人であった田邊勝己弁護士らを同氏の代理人だけ一方的に辞任させた行為は、みずほ銀行による独占禁止法違反となる優越的地位の濫用であるとして、みずほフィナンシャルグループ第18期定時株主総会において、第8号議案等5議案の株主提案権を行使して、株主総会会場において補足説明を行った。なお、第4号議案（剰余金の配当等の決定機関）については、みずほフィナンシャルグループは、専ら公益を図る目的に合致するとして、株主提案を会社提案と併合して、その議案内容の全てを受け入れて、剰余金の配当を取締役会だけでなく、株主総会でも決められるよう定款を変える会社側と同氏ら株主の共同提案は認められて可決された
。

## 株主提案
2021年6月25日、TAC第38期定時株主総会において、第9号議案（共同親権への努力）等6議案の株主提案権を行使して、株主総会会場において補足説明を行った。なお、第12号議案（取締役の選任）において、週刊新潮やFACTAにおいて登記関連の報道をされている者や田邊勝己弁護士（アクロディア筆頭株主兼代表取締役会長、カイロス総合法律事務所代表）の取締役への選任を株主提案している。
2021年6月29日、三菱UFJフィナンシャル・グループ第16期定時株主総会において、第4号議案（有価証券報告書の早期提出）等5議案の株主提案権を行使して、株主総会会場において補足説明を行った。なお、第6号議案（反社会的勢力及び反社会的勢力への利益供与者等への融資や不適切・異例な取引等の禁止）において、「三菱UFJ銀行単体のみならずグループ一体となって、可能な限り速やかに融資や不適切・異例な取引等の関係を解消し、反社会的勢力の排除に取り組むべき」と株主提案し、その理由として「現在、社会全体として、反社会的勢力へ利益供与にならないような配意が必要であり、いかなる理由であれ、融資や不適切・異例な取引を行わない態勢を整備しているかが重要である。例えば、2013年のみずほ銀行暴力団融資事件のように不適切で異例な融資等の取引の事実を週刊誌等マスコミにスクープされて報道されてしまうと、当社グループの信用を失墜させるだけでなく、指針違反となることから、多くの取引先等に不安と猜疑の気持ちを抱かせてしまうので、当社グループ一体となって、不適切な関係を調査後把握次第、可能な限り速やかに関係解消に努めるべきである。」と主張している。
2022年6月29日、三菱UFJフィナンシャル・グループ第17期定時株主総会において、第6号議案（他山の石）「みずほフィナンシャルグループのようなシステム障害が起きないよう万全の対策を講じる。」等3議案の株主提案権を行使して、株主総会会場において補足説明を行った。第5号議案（名誉毀損企業等への融資等の禁止）において、「代表取締役が株主総会の場で名誉棄損を行うような企業（ＴＨＥ　ＷＨＹ　ＨＯＷ　ＤＯ　ＣＯＭＰＡＮＹ株式会社代表取締役田邊勝己）とは関わるべきではない。」と主張している。なお、2022年6月27日、三菱UFJフィナンシャル・グループは第17期定時株主総会開催日の2日前に有価証券報告書を提出したが、これは昨年の第16期定時株主総会において、同氏ら株主が株主提案した第4号議案（有価証券報告書の早期提出）を、三菱UFJフィナンシャル・グループが実質的に取り入れて早期提出したことによるものであると三菱UFJフィナンシャル・グループから直接告知を受けたことから、同氏ら株主は、協議の上、第17期定時株主総会における同趣旨の議案を取り下げた。
有価証券報告書の株主総会前の開示は、日本の企業統治改革が進むなか、ほぼ唯一、手つかずで残る問題であることから、2024年4月3日、岸田文雄首相は、民間から国際コーポレート・ガバナンス・ネットワーク（ICGN）のケリー・ワリング最高経営責任者（CEO）やモルガン・スタンレーのテッド・ピックCEOらが出席した首相官邸で開いたコーポレートガバナンス（企業統治）改革の推進に向けた意見交換会で、有価証券報告書の開示時期を企業の株主総会前にする環境整備について「企業と投資家の一層の対話促進に向けて、金融庁を中心に環境整備を進める」と表明し、金融庁は、定時株主総会の後に提出されることが多い有価証券報告書について、総会前の開示を促すことを検討する環境整備に乗り出した
。

## 思想
月刊日本主幹南丘喜八郎や論説委員山浦嘉久らと吉田松陰の講孟箚記の勉強会を行っていたことから、「至誠にして動かざる者は未だこれ有らざるなり」を座右の銘とし、格言「諸君、狂いたまえ」の真髄である「思想を維持する精神は狂気でなければならない」を実践している。この勉強会において、2000年から2021年12月10日の任期満了により退任するまでの21年間、サイバーエージェントの監査等委員である社外取締役を務め、楽天、サイバーエージェントをはじめ60社以上の株式公開を成功に導いた「名うての公開請負人（日経新聞）」である沼田榮昭が、同氏と一緒に机を並べた勉強仲間であった縁から、週刊報道サイトの創刊10年目発刊400号記念企画で記事を執筆している。
宮武外骨の格言「威武に屈せず富貴に淫せず、ユスリもやらずハッタリもせず、過激にして愛嬌あり」を心がけている。
2015年2月9日、同氏ら482人は、朝日新聞の慰安婦報道問題に対し、「吉田清治証言に疑義が生じていたのに、朝日新聞は報道内容の正確性を検証する義務を怠り、日本国憲法で保障されている読者や国民の『知る権利』を侵害した」として、1人あたり1万円の損害賠償を求める訴訟を東京地裁に起こした。原告側事務局は同氏が結成した「朝日新聞を正す会」。東京地裁は2016年9月、同氏ら原告側482人の請求を棄却。東京高裁も2017年3月の判決で同氏ら原告側238人の控訴を棄却。最高裁判所第三小法廷も2017年10月24日付決定で同氏ら原告側28人の上告を退け朝日新聞の勝訴が確定した。
2020年8月7日に発売された『朝日新聞の慰安婦報道と裁判』（発行所は朝日新聞出版、著者は朝日新聞編集委員）によると、同氏が結成した「朝日新聞を正す会」は東京地裁への提訴後、弁護士会館で記者会見を開き、第一回口頭弁論の際、支援者や記者（著者含む）ら十数人を対象に、弁護士会館で説明会を開くなど（251頁）、事前に告知して支援者を集めて集会を開くようなことはなく（257頁）、「週刊報道サイト」の題のメールやウェブサイトで情報を流している同氏は、「朝日新聞を正す会」の名で訴状(246頁)や口頭弁論（251頁）や陳述書（255頁）や非公開の弁論準備手続き（256頁）や一審判決（258頁）等を報告している。東京地裁判決日には著者の取材に応じ、同氏は「国民の知る権利の実現のため、マスメディアが果たすべき責務について十分に理解を得れなかった。控訴して、上級審の判断を仰ぎたい」「原告482人が力を合わせて裁判を闘ってきましたが、原告団の感情としては納得いく判決ではないので、控訴して改めて裁判所の判断を仰ぎたい」と答えている（260頁）。また、東京地裁判決日の直前に、甲府地裁にも提訴して、提訴後、山梨県庁で記者会見して、なぜ東京地裁とほぼ同内容で甲府地裁にも提訴したのか聞かれ（263頁）、同氏は「国民には知る権利があるということを裁判所に認めてもらいたいというのが、最終的な目的、勝ち取りたいところです」「やっぱり国民の知る権利は重要だと思っていて、この火を消さないように、（東京の）判決が出る前に（甲府に）起こしました」と答えている（264頁）。

## 人物
高須基仁を偲ぶ会を開催し、市川中学校及び市川高等学校の二学年先輩の平井康嗣や伊藤博敏や成田俊一らと献杯している。なお、同氏は、生前に説法された「悪名は無名に勝る」という言葉を金科玉条にして実践している。
東京アウトローズ奥村順一を偲ぶ会を開催し、同氏が弔辞を読み上げ、集まった多くの報道関係者と冥福を祈っている。
敬天新聞社白倉康夫により、東京アウトローズ奥村順一やアクセスジャーナル山岡俊介らとの人間模様が描かれている。
元名古屋高等裁判所長官中込秀樹弁護士や秋山昭八弁護士や門西栄一弁護士らと交流がある。
M資金情勢に精通しており、ローソンの玉塚元一が2017年5月30日の定時株主総会で任期満了前の代表取締役会長退任を発表した原因は、同氏の報道によるものであろうと週刊新潮が報道している。
詐欺事件に詳しく、澤田秀雄（エイチ・アイ・エス会長兼社長、ハウステンボス社長）が怪しいリクルートホールディングス株の儲け話に乗っかって５０億円を振り込んだ詐欺騒動を同氏がいち早く記事にしたため、新聞や雑誌の記者たちの知るところとなり、2019年3月14日に開かれた民事訴訟の初公判には多くの記者が詰めかけたと月刊ベルダが報道している。また、２ケ月後の2019年5月21日、澤田秀雄はハウステンボスの社長を退任した。
SBIホールディングスの北尾吉孝から、SBIファーマの不祥事の一部報道ついて、2021年5月27日に名誉毀損に基づく損害賠償請求訴訟の提起等を含む法的措置の検討を開始したとインベスター・リレーションズされるも、その後もSBIソーシャルレンディング(SBISL)の不祥事や新生銀行への敵対的買収等についての論評を行っている。
1963年創業の商品デリバティブ取引の取次を行うフジフューチャーズ株式会社の代表取締役社長であった。
2016年8月19日に発売されたノンフィクション『巨人軍「闇」の深層』（発行所は文藝春秋、著者は週刊文春スクープ記者）によると、第1章「野球賭博事件　底知れぬ闇と巨人軍の誤算」では、2015年5月13日未明、銀座のダイニングバーの店内でセ・リーグのある球団の有名選手が約15人の一団で飲みに来ていたところ暴力事件が起こったが、写真誌を含む週刊誌2誌も取材に動き、被害者にも取材したが、結果的に記事が陽の目を見ることはなく、『週刊報道サイト』なるネットジャーナルだけが、この件を報じ、本来ならば、これで風化してしまう話だった。ところが、5カ月後に野球賭博事件が噴き出し、意外なことが判明する。この時の被害者である四十代不良が渦中の「野球賭博常習者Ｂ」ことＳとも顔見知りで、2つの事件の野球賭博事件人脈が複雑に交錯していたことが明らかになったのだ。10月5日、巨人軍が福田聡志元投手の野球賭博事件への関与を記者会見で公表した後、「読売巨人軍の野球賭博事件への取材申込書」と書かれた文書が、巨人軍の久保博社長宛に送達された。文書の日付は10月8日で、差出人はネットジャーナルの『週刊報道サイト』である（42頁から43頁）。その後、ネットジャーナル『週刊報道サイト』と巨人軍の駆け引き（44頁の小題）が始まり、巨人軍は、週刊報道サイトの主たる情報提供者が、読売ジャイアンツ公認チアガール「ヴィーナス」に内定したばかりの新メンバーの叔父であったことを調べ上げるなど普通では考えられない調査能力で、一個人の血縁関係ばかりか、叔父の経歴まで調べ上げていた。その経緯を『週刊報道サイト』発行人兼編集人の同氏は著者に語った。この巨人軍と週刊報道サイトの一連の水面下での攻防は、のちにマスコミ報道によって一部表面化し、『週刊報道サイト』を取り巻く人脈が再び注目を集めることになる（46頁から47頁）。第2章「渡邉恒雄辞任　病巣はなぜ取り除けなかったのか」では、開幕当日に再燃した「チームヴィーナス」問題（73頁の小題）において、野球賭博事件が収束に向かいつつあるなか3月25日の開幕戦当日、FRIDAY（4月15日号）が「巨人新チアガール『元暴力団の叔父』でトラブル！」なる記事を掲載した。第1章で触れた読売ジャイアンツ公認チアガール「ヴィーナス」のメンバーを巡るトラブルの経緯の一部が報じられていた。FRIDAYはヴィーナスに内定していた女性の叔父が、かつて山口組系有力組織組織に所属していたと指摘。しかも、叔父は現在も弘道会の野球賭博関係者などと深く関係しており、巨人軍選手の野球賭博事件についても実態を知りうる立場だと指摘されていた。FRIDAYの取材に巨人軍は「ヴィーナスメンバーの親族が、暴力団を脱退した後に野球賭博グループと深く関係しているなどと指摘していますが、当球団として、そのような事実関係など把握していません」と回答し、トラブルへの関与そのものを否定した。しかし、複雑に錯綜した人脈を俯瞰すると、その交わった部分には「元暴力団の叔父」の存在があった（73頁から74頁）。NPBにも警察にも通じた男の実像（74頁の小題）と黒幕は誰だ（78頁の小題）においては、野球賭博事件問題で巨人軍側に取材申込書を三度にわたって送達していた『週刊報道サイト』の主たる情報提供者である「元暴力団の叔父」は、週刊文春取材班に対し、ヴィーナス問題が発覚した背景には、3月下旬に警視庁組織犯罪対策部四課の現役刑事を3人引き連れていて、高木京介が涙の記者会見で明かした「NPBにも警察の偉い人にも通じている」とされる（72頁）リスクマネジメント会社経営者が関与していたのではないかとの疑念を語っていた。著者はこのリスクマネジメント会社経営者にこの点を重ねて質問したが、「よく知らない。知り合いの弁護士の紹介で2、3回会った『週刊報道サイト』の編集人が勝手に私の名前を使っているだけだろう」と答えるなど、鵺のように掴みどころのない対応だった。真相はいまだに藪の中だ（78頁から80頁）。と上梓されている。

## 報道関係者交流懇親会
同氏は「多くのメディアが力を一つに合わせ、報道の力で、驕る権力者達から本来の主権者である日本国民に天下を獲り戻すことこそ、報道の原点である権力の監視の使命を果たす」と標榜しており、大手マスメディアの新聞・テレビでは取り上げられることがないスポンサー企業である財界の腐敗の問題点や、暴力団との癒着など、広告を一切とらないことによる強みを生かし、報道を行う上で一般的に「タブー」とされる分野を発信する試みを続けている（報道におけるタブーを参照）ことから、定期的に報道関係者交流懇親会を開催している。
その懇親会には、日本放送協会や朝日新聞や読売新聞や産経新聞やテレビ朝日やTBSテレビ（TBS） や日本テレビ放送網や名古屋テレビ放送等のマスメディアや、 FRIDAYや日刊ゲンダイや週刊現代や週刊ダイヤモンドや週刊東洋経済やSPA!や週刊新潮や週刊文春やMINKABU等のマスコミや、平井康嗣や伊藤博敏や成田俊一らの報道関係者や、元名古屋高等裁判所長官中込秀樹弁護士や元ボクシング世界王者柴田国明や元黒BUTAオールスターズ梅宮亜須加や門西栄一弁護士らが集って交流を深めている。

## 参考出典
- “独立行政法人中小企業基盤整備機構「ここから調達」公式サイト”. 中小企業基盤整備機構ウェブ魚拓. (2022年1月10日) 2022年3月1日閲覧。 {{cite news}}: |accessdate=の日付が不正です。 (説明)⚠
- “国立国会図書館「サーチ」公式サイト”. 国立国会図書館. (2024年9月2日) 2024年9月13日閲覧。 {{cite news}}: |date=の日付が不正です。 (説明)⚠
- “全省庁統一資格「調達ポータル」公式サイト”. デジタル庁. (2024年9月13日) 2024年9月13日閲覧。
- “「ｇＢｉｚＩＮＦＯ」日本政府公式ウェブサイト”. 経済産業省. (2024年9月17日) 2024年9月17日閲覧。